# Kadenz (Verslehre)
Unter Kadenz (italienisch cadenza, mittellateinisch cadentia „das Fallen“, von lateinisch cadere „fallen“) versteht man in der Verslehre die metrisch-rhythmische Gestalt des Versschlusses, also der letzten Silben des Verses von der letzten betonten Silbe an. Der Begriff wurde von Andreas Heusler (1865–1940) im Rahmen der von ihm entwickelten Taktmetrik in Anlehnung an den musikalischen Kadenzbegriff eingeführt.
Außerhalb des Heuslerschen Systems werden im neuhochdeutschen Vers aufgrund der Silbenzahl des Versschlusses drei Formen des Versschlusses unterschieden:
- einsilbiger (auch männlicher oder stumpfer) Versschluss: Abschluss mit einer betonten Silbe, z. B. „Steht die Form, aus Lehm gebrannt“
- zweisilbiger (auch weiblicher oder klingender) Versschluss: Abschluss mit einer unbetonten Silbe, z. B. „Fest gemauert in der Erden“
- dreisilbiger (auch reicher oder gleitender) Versschluss: Abschluss mit zwei unbetonten Silben, z. B. „schmerzliche, märzliche, singende“

Die Bezeichnungen „männlich“, „weiblich“, „stumpf“, „klingend“ usw. entsprechen dabei den gebräuchlichen Bezeichnungen für Reime entsprechender Länge. Die Kadenz ist hierbei unabhängig vom Endreim; das heißt, auch ein ungereimter Vers kann zum Beispiel eine weibliche Kadenz haben. Der reiche Reim ist als Endreim im Deutschen sehr selten, ebenso selten ist eine reiche Kadenz, da auch bei daktylischen Versen der Vers meist katalektisch endet, das heißt der letzte Daktylus —◡◡ wird zu —◡ verkürzt.

## Kadenz in der Taktmetrik
Im Heuslerschen System liegt der jeweiligen (von ihm als Taktreihe) bezeichneten Versart ein Taktschema zugrunde. Als Takt bezeichnet man den Abschnitt von einer Hebung (betonte Silbe, Gegensatz Senkung) bis vor die nächste Hebung.
Die Kadenz wird dann zunächst danach unterschieden, ob der letzte Takt am Ende pausiert ist oder nicht. Es werden unterschieden:
- volle Kadenz: Kadenz füllt den letzten Takt mit Haupttonsilbe
- klingende Kadenz: Kadenz füllt den letzten Takt höchstens mit Nebentonsilbe, Haupttonsilbe im vorletzten Takt
- stumpfe Kadenz: letzter Takt ist sprachlich nicht realisiert (pausiert), Haupttonsilbe im vorletzten Takt

Weiter wird nach Silbenzahl und nach der Form der Betonung (männlich = Hauptbetonung auf kurzer Silbe; weiblich = Hauptbetonung auf langer Silbe) unterschieden, so dass sich acht verschiedene Grundtypen der Kadenz im Heuslerschen System ergeben:
| Grundtyp | Silbenzahl | Betonung   | Schema               |
| -------- | ---------- | ---------- | -------------------- |
| voll     | einsilbig  | einsilbig  | … \| × ́ ^ ‖          |
| voll     | zweisilbig | männlich   | … \| ◡ ́ ◡ ^ ‖        |
| voll     | zweisilbig | weiblich   | … \| × ́ × ‖          |
| klingend | zweisilbig | zweisilbig | … \| ─ ́ \| × ̀ ^ ‖    |
| klingend | dreisilbig | dreisilbig | … \| × ́ × \| × ̀ ^ ‖  |
| stumpf   | einsilbig  | einsilbig  | … \| × ́ ^ \| ^ ^ ‖   |
| stumpf   | zweisilbig | männlich   | … \| ◡ ́ ◡ ^ \| ^ ^ ‖ |
| stumpf   | zweisilbig | weiblich   | … \| × ́ × \| ^ ^ ‖   |

Das in der Spalte „Schema“ angegebene Beispiel zeigt in der von Heusler entwickelten metrischen Notation den letzten bzw. den letzten und vorletzten Takt. Dabei bezieht es sich auf eine Taktlänge von zwei Moren, musikalisch entsprechend einem 2/4-Takt.
Es ist festzuhalten, dass die Bezeichnungen „stumpf“ und „klingend“ in der Heuslerschen Taktmetrik und die gleichen Bezeichnungen im neuhochdeutschen Vers nicht übereinstimmen. Es ist daher sinnvoller, im neuhochdeutschen Vers statt beispielsweise von „männlicher Kadenz“ von „einsilbigem Versschluss“ zu sprechen. Ähnliches gilt für die Bezeichnung männliche bzw. weibliche Kadenz, die bei Heusler auch anders verwendet werden.
Zudem ist Heusler nicht der Wissenschaftler, der Klassifizierungen für die Kadenzen insbesondere in der mittelhochdeutschen Dichtung entwickelt hat. Carl von Kraus, Kurt Plenio, Ulrich Pretzel und andere haben vom Heuslerschen System abweichende Klassifizierungen entwickelt: So heißt beispielsweise die weibliche, zweisilbige volle Kadenz bei Kraus und Plenio „leichtklingend“, bei Pretzel „weiblich voll“. Allerdings wird in der Mediävistik – trotz einiger Kritik – auch heute das Heuslersche System noch verwendet, jedoch gibt es durch die entstandene Begriffsverwirrung einige Unsicherheiten.